# Янардаг (гора)
Янардаг (азерб. Yanar Dağ, горящая гора) — природный вечный огонь, горящий с древнейших времён на склоне холма в Азербайджане. Метровое пламя примерно десяти метров в ширину идёт вверх с гребня Янардаг — известнякового холма, расположенного 27 км к северу от Баку на Каспийском море Апшеронском полуострове в поселке Мехеммеди у подножия возвышенности. Сегодня в мире существует небольшое количество таких природных источников сжигания газа, большинство из них находятся в Азербайджане. Природный вечный огонь Янардага обусловлен утечкой горючего природного газа из крупного месторождения под Апшеронским полуостровом. Возгорание этого огня произошло ещё в древности. О нём также сообщал Марко Поло.
Наиболее ярко эти пожары видны в сумерках. Такие огни являются объектом поклонения сторонников зороастризма.
Огонь, исходящий из горы Янардаг, не перестаёт гореть. Потоки Янардага известны как Янар Булак— «горящие источники». Подобные источники также имеются в окрестностях реки Виласкей, где местные жители принимают лечебные ванны.
Пламя исходит из отверстий в песчаных формациях у основания уступа ниже склона холма. Помимо Янардага также существует храм Атешгях который является религиозным местом зороастризма.

## Причины выхода огня
Янардаг описывается Геологической службой Азербайджана как «интенсивное пламя, развивающиеся на 15 метров вдоль холма, высота которого 2—4 метра». Выходом пламени является результат постоянных выбросов газа из подстилающих грунтов. Также было установлено, что такие пожары могут быть причиной «термического метаморфизма».
Согласно исследованию, проведенному учеными и геологами, анализ четырех образцов, взятых у Янардага, показал, что площадь максимального потока была расположена на верхней стороне разлома области, из которой пламя исходит. Было установлено, что площадь дегазации больше, чем измеренная площадь, и имеется вероятность, что микросепарация распространена вдоль зоны разломов. Этот дефект разлома определяется как часть огромной структуры Балахан-Фатмай на Апшеронском полуострове.

## Зороастризм и Янардаг
В доисторические времена, когда у людей имелись мифические представления об окружающей среде и творении, была написана «Авеста» на пергаменте из шкур 24 000 коров. Текст имел не только религиозное значение, но и обширное научно-философское. Согласно «Авесте» главным богом был Ормузд, и пламя было его представителем на земле. Поэтому зороастрийцы должны поклоняться огню как богам. Позже места, из которых исходил вечный огонь, стали местами поклонения зороастрийцев. Такими местами на территории Азербайджана являются Атешгях и Янардаг. Паломники со всего мира прибывали на эти земли. Такие визиты способствовали не только развитию Зороастризму в Азербайджане, но развитию и обогащению культуры. Для паломников возводились храмы, строились караван-сараи для ночлега путников.

## Государственный историко-культурный и природный заповедник

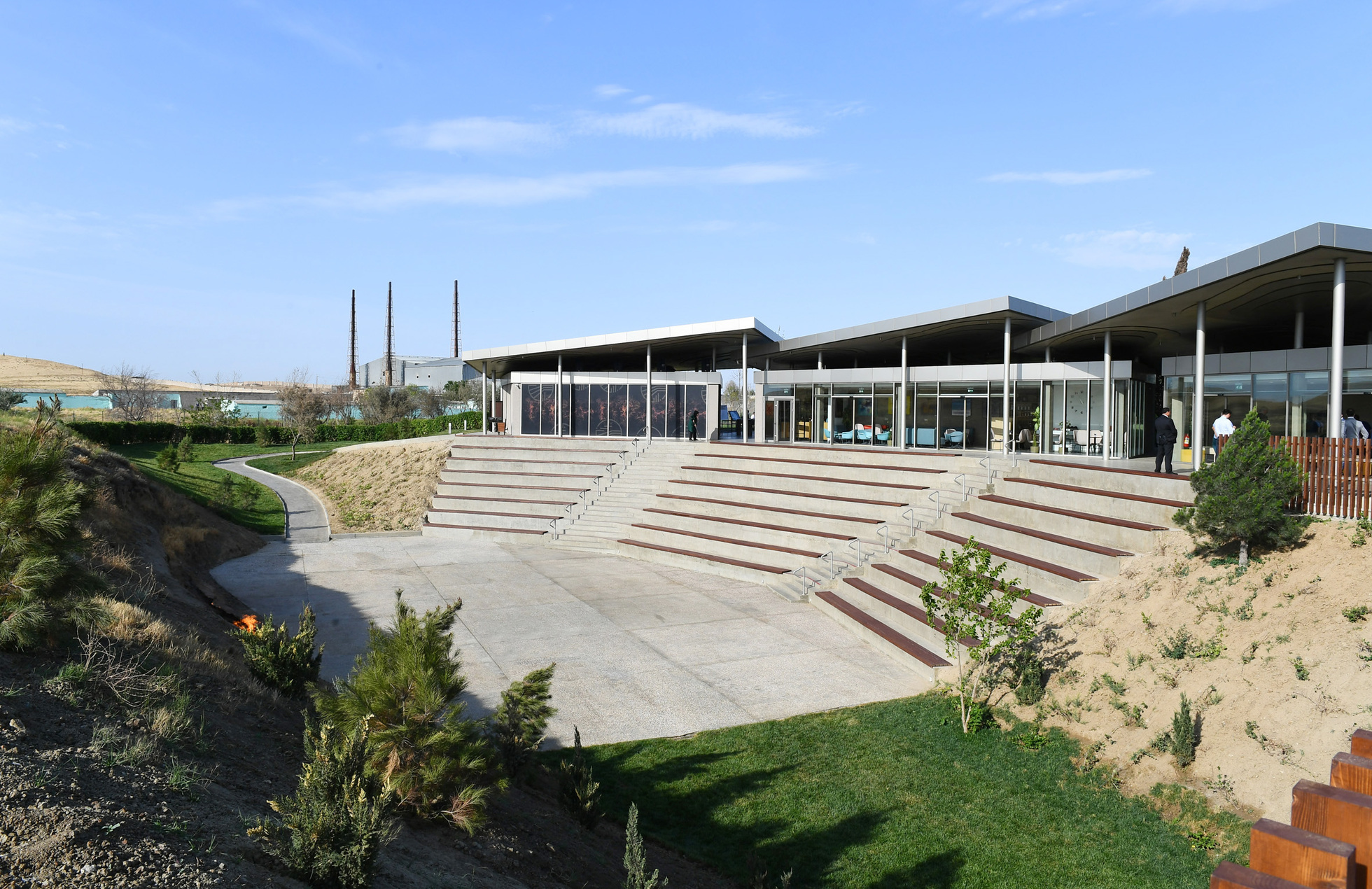
Заповедник Янардаг после реконструкции

С 2007 года по распоряжению Президента Азербайджанской Республики территория Янардага стала Государственным историко-культурным и природным заповедником, с территорией 64,55 гектаров.
В 2018 году было подписано распоряжение о мерах по реконструкции заповедника. В 2019 году были завершены капитальные ремонтные работы и 12 июня состоялось открытие реконструированного заповедника.

## Упоминания путешественниками
Александр Дюма во время одного из своих посещений этой местности описал похожий огонь, в одном из зороастрийских огненных храмов. 
Из-за большой концентрации природного газа под Апшеронским полуостровом пламя горит там на протяжении многих веков, именно об этом пламени сообщал Марко Поло в одном из своих трудов.